# Cabrils (ort)
Cabrils är en ort i Spanien.   Den ligger i provinsen Província de Barcelona och regionen Katalonien, i den östra delen av landet, 500 km öster om huvudstaden Madrid. Cabrils ligger 179 meter över havet och antalet invånare är 6 306.
Terrängen runt Cabrils är kuperad åt nordväst, men åt sydost är den platt. Havet är nära Cabrils åt sydost.  Närmaste större samhälle är Sant Martí, 18,7 km sydväst om Cabrils. 